# 不良少女とよばれて
『不良少女とよばれて』（ふりょうしょうじょとよばれて）は、舞楽者である原笙子の自伝的小説かつそれを原作としたTBS系列のテレビドラマの名称である。1984年4月17日から9月25日にかけてTBS系列（北陸放送およびテレビ山口を除く）で毎週火曜20:00 - 20:54に放送された。制作は大映テレビ。

## 概要
ある事情から非行を重ね不良のレッテルを貼られた少女が、一人の青年の愛によって立ち直り民間舞楽への道を歩み出すまでを描く。大映ドラマでは初となる実話を元とした作品であるが、その内容は原作と大きく異なっている（詳細は後述）。
本作のクレジット上の主役は国広富之、ストーリー上の主役は伊藤麻衣子。また、作品内に登場する組織やアクションの演出が、当時の特撮ドラマ作品を彷彿とさせていたことから、後の「スケバン刑事」や「セーラー服反逆同盟」などといった「学園アクションドラマ」の基礎を確立した作品でもある。
早見慎司は「スタッフ・キャストに東映で仮面ライダーシリーズとスーパー戦隊シリーズの基礎を作った竹本弘一に、同じく東映でプログラムピクチャーを多数手がけた山口和彦、やはり東映作品の音楽を量産した菊池俊輔、東映出身の伊藤かずえなど、東映と大映の不良性感度＋特撮との接点に作品が成立しているのでないか」と論じている。
オープニングナレーションは「この物語は「不良少女とよばれて」の原作者で、現在民間舞楽界で活躍されている原笙子さんが、かつて青春時代に非行に走り、そして立ち直った貴重な体験をドラマ化したものである。」。

## ストーリー
1983年6月、雅楽で笙を奏でる楽師・久樹哲也はある時、不良グループ「相模悪竜会」（以下、悪竜会）のリーダー・曽我笙子と出会う。笙子たち悪竜会は西村朝男率いるグループ「東京流星会」（以下、流星会）と抗争中で、日夜喧嘩に明け暮れていた。笙子は、母親の「あなたさえ生まれていなければ…」という言葉から非行に走ったが、それまでは父親から舞楽（雅楽の演奏に合わせて舞うこと）を真面目に教わる少女だった。後日笙子と再会した哲也は、衝動的に不良から更生させたい思いにかられ説得に当たると、ある日彼女が舞楽を習っていたことを偶然知る。
9月、港で悪竜会が流星会と決着をつけようとした所笙の音が聞こえた笙子は、桟橋から自身の心に訴えかけるように笙を吹く哲也の姿を見つける。哲也の想いに打たれた笙子は朝男に負けを認める形で抗争を終わらせ、仲間に足を洗うことを表明しリンチの掟に耐えて悪竜会を脱退する。その後悪竜会は事実上の解散となり、哲也は笙子の更生の足がかりとして舞楽を教え始めるが、彼女はこれまでの罪を償うため自首を決意する。
警察の取り調べや家庭裁判所の判断を経て、翌年の桜が咲く頃笙子は女子少年院「相模愛育女子学園」（以下、学園）への送致が決定する。学園に入園した笙子は園長・丹波や寮長である院生・長沢真琴たちに迎えられ新しい生活をしながら反省の日々を送り生まれ変わろうとする。しかしいつしか笙子に惚れていた流星会の朝男は彼女を脱走させるため、警察に自首する形で副会長・山吹麻里を学園に送り込むがこれが新たな火種となってしまう。
一方、哲也には舞楽の名家の娘で婚約者・葉山恭子がいたが笙子に気持ちが傾き、恭子は彼からの婚約解消を発端に身を落としてしまう。後日真琴が行方知れずだった哲也の妹・葉子だったことが判明し、笙子は哲也との兄妹の仲を取り持とうとするが真琴から敵視され始め学園生活が一変する。曽我家、久樹家、葉山家がそれぞれ「親子の絆とは何か」を問いかける中、笙子はその後も訪れる幾多の困難に遭いながらも哲也の愛や舞楽への情熱により更生していく。

## キャスト

### 主要人物
曽我笙子
演 - 伊藤麻衣子（現・いとうまい子）
相模水分神社の神主・曽我聖一郎と美也子の長女。1966年5月3日生まれの18歳。300人もの不良少年少女を引き連れた不良組織「相模悪竜会」会長。両親や弟妹思いの優しく真面目な性格で小中学校の成績も優秀だったが、「お前なんか生まれてこなければよかった…」という家庭内の金銭問題で苦労していた母のふとした一言で非行に手を染めた。相模悪竜会を結成した後は、様々な悪を繰り返し逮捕歴5回、保護観察処分3回の経歴がある。最後に凶器準備集合容疑で警察に逮捕され、少年審判の結果、中等女子少年院「相模愛育女子学園」に収容される。朝男から「命を投げ出したやつの目をしてる」と一目置かれ、哲也に出会った後も「熱い血と熱い心を持っているが、それは方向を見失うと破滅に向かう危険な情熱でもある」と評される。非常に心優しく正義感の強い人物で、知り合いのホームレスたちが快楽目的で撲殺されたときは、その犯人の中高生たちに正義の鉄槌を振り下ろしながら怒り狂った。その件を知った朝男は笙子の気概に完全に惚れ込み、「地獄の底でも一緒に生きられる女を見つけた」と、確信する。以後、執拗に朝男から追い求められることになる。純粋で誠実、傷つきやすい性格だが、鋭利な凶器を向けられると完全にスイッチが入ることがある。相手は怯み、周囲は凍りついてしまうほどの殺気を放つ。好物は、横浜中華街で売られているラードで揚げたお菓子。哲也の一言がきっかけとなり、最後は非行から立ち直る。
久樹哲也
演 - 国広富之
官僚(総務府所属)のエリート技官。舞楽師で普段は笙を吹いているが舞もいくらかは踊れるようである。葉山恭子の婚約者。1957年2月17日生まれの26歳。ある日、不良姿の笙子らと出逢ったのがきっかけで彼女を非行から立ち直らせようと懸命になる。そして、学園に音楽講師として招かれて週一回院生たちに授業を行い、空いた時間に笙子に舞楽を教え始める。献身的で勇気があり熱意に溢れる性格だが、恋愛に関しては恭子に自らの判断で婚約解消を言い出し、笙子に恋を寄せるなど少々自己中心的な所がある。楽人になった頃に葉山からもらった“朱雀”という笙を愛用している。雅楽器の他ピアノも弾ける。また、見かけによらず頑丈な肉体の持ち主でもある。腕っぷしもなかなかのもので、園から笙子を強奪した朝男を追いかけて崖の上で対決したときは、「アンタもわりかしヤルじゃねえか。すました顔してイイパンチ持ってるよ」と、朝男に言わしめた。最終回で酒井に奪われた恭子を取り戻そうと、酒井の運転する車にしがみつくも、酒井が所持したダイナマイトを仕掛けた車に閉じ込められ、爆破され死亡。
長沢真琴（久樹葉子）
演 - 伊藤かずえ
笙子の少年院仲間で敵対相手でもある、学園の3号室の室長。通称「モナリザ」。普段から物静かでどこかミステリアスな雰囲気の人物。笙子が収容直後には寮長として親身になって接していたが、その後出生の秘密を自ら公表し、久樹家の養女「久樹葉子」であることを明かす。「長沢真琴」とは葉子の実の母親（久樹路泰の愛人。哲也と葉子は異母兄妹）の名前。以前は笙子と同様に成績優秀で誰にでも優しく接し、趣味でヴァイオリンを弾く少女で哲也ととても仲の良い妹であった。しかし自分が久樹家の養女と知り、哲也との結婚を望んだが異母兄弟の為に叶わなかった事をきっかけに不良になった。その後改心して聖慈院という尼寺で2年の予定で修行していたことがあり、その頃から黒い数珠を大事に持っている。修行中に実の母・真琴が葉子を身籠り後に路泰に捨てられた事を知って激怒し再び不良少女に戻ると、指と指の間に剃刀を挟んだ手で敵を倒すのが得意技の「カミソリマコ」と呼ばれていた一匹狼の流れ者となり、親友の晶子を暴力団組員から救出する際の正当防衛による殺人罪で捕まった。逮捕後には自分の身元等は一切語らずに黙秘しこの事件により学園に特例で3年もの長期に渡って収容されており、20歳を超えて院生の中で一番年上でもある。収容後には影の番長となり各室長たちを支配して内部組織「白百合組」を結成して、復讐の鬼となり哲也や笙子を憎み、他の院生達にも度々危害を加えたり罠をしかけるなど抗争を行い続けたが、本心は哲也の事を憎んでいると言いつつも愛している。真琴（葉子）は一匹狼でありながら、相模悪竜会会長曽我笙子、東京流星会会長西村朝男に匹敵、あるいは凌駕するほどのカリスマ性を持つ。不良時代の晶子は、その縄張りにふと入り込んだ真琴（葉子）に凄んだものの、そのオーラと余裕に圧倒され、やがて慕うようになった。また、朝男は寺で喪服姿の真琴（葉子）を一目見た瞬間、それがどのような人物か知らずも、「モノホンの目つきをしているぜ」と、口走った。さらには、極悪人で知能犯の酒井ですら、真琴（葉子）を一目見ただけでその妖しい魅力に惚れ込んで共犯を持ちかけるほどであった。喧嘩の実力に関しても、2枚刃の剃刀で相手を切り裂く鋭い手刀の他に、大柄ながらアクロバティックに宙を舞う運動能力も併せ持つ。さらに、視界の外から投げ込まれた石に対して反応し、キャッチするほどの動物的勘と鋭い反射神経を持っている。東京流星会副会長の麻里をして「只者ではない」「魔物」と言わしめた。麻里の死亡事故でその後少年刑務所へ送致し、出所後は晶子と共同で花屋を開く。哲也の逝去後には改心して麻里に懺悔するなど元の優しい心を取り戻す。
葉山恭子
演 - 岡田奈々
哲也の婚約者。大御所楽人の父を持ち、自身も舞楽の名士。女子大の国文科卒で、学生時代に保育士の免許を取得している。男谷からは「芯のしっかりした聡明な女性」と評されている。哲也と結婚するはずだったが、彼が笙子に恋を寄せるようになってから、ショックで睡眠薬自殺を図ろうとするも一命を取り留める。哲也の「笙子さんを立ち直らせるまで結婚を待ってほしい」との言葉を信じて耐え忍ぶが、その後哲也を忘れるために葉山家を出る。保育士の資格を生かして保育所で仕事を始めるが酒井の手下・くろいわ夫妻の子供が預かり中に急病で亡くなってからは凋落の一途を辿る。

### 主要人物の親たち
曽我聖一郎
演 - 山本學（特別出演）
笙子の父。相模水分神社の神主。個人で舞楽の舞を嗜んでおり、笙子にも幼い頃から不良になるまで舞を教えてきた。ちなみに幻の名器と言われる自身の大切な笙は、学園に入ることになった笙子の心の支えになるよう託される。笙子には不良になってからも気にかけるなど基本的には温厚な性格だが、神主の仕事や舞に関しては神聖なものとして思うあまり頑固で融通が利かない所があり、過去には美也子と仕事を巡って感情を露わにしたこともある。
曽我美也子
演 - 小林哲子
笙子の母。4人の子持ちで笙子の下に中学生の長男・けんじ、小学生の次女・すずこと三女・まいがいる。南足柄郡で家族と暮らす。若い頃に聖一郎から“資産や蓄えは充分にある”との話を信じて結婚してしまったことに不満を持っている。笙子が中学生の頃に聖一郎と余裕のない生活のことで夫婦で大揉めし、娘に言った「お前を産まなければ、私はもっと幸せになれた」との言葉が笙子を非行の道に走らせる原因となった。現在はこの発言を心から悔いており、笙子からは「正直で隠し事ができない人」と評されている。
久樹路泰（みちやす）
演 - 高橋昌也
哲也の父。大学教授で中国文学を研究している。家族で逗子に住んでいる。冷静沈着な性格だが父親としてはややドライな感じで哲也にも一歩引いたような淡白な接し方をしている。行方知れずとなった葉子のことを気にかけ、非行に走らせたのは自身と妻のせいと後悔してきた。恭子と哲也の復縁を願う葉山の言葉に賛同し、2人の結婚を後押ししようとする。趣味はクラリネットを吹くことで、過去に自宅で哲也のピアノ、葉子のヴァイオリンと共にセッションしていた。
久樹信子
演 - 岩本多代
哲也の母。過去に葉子が非行に走って家庭がゴタゴタしたことから不良を嫌っており、哲也が笙子と会うようになった後、彼女に面と向かって「不良少女のあなたは今後息子と会わないで」などと言うこともある。上品に見えて結構ズバズバ物を言うタイプ。湘南婦人友の会会員。路泰に比べて家柄や世間体を気にするタイプで、夫婦間で親子や子育てというものについて考えに差がある。ちなみに父親は、結婚当時路泰の恩師である大学教授をしていた。
葉山威弘（たけひろ）
演 - 中条静夫
恭子の父で哲也の舞楽の師匠。名門舞楽一家「葉山家」の二十七代目当主。家族で鎌倉市で暮らしている。哲也が総務府の楽人になれたのは自身の推薦によるもので、彼にとって舞楽界の恩人。自身はあと1年で退官を控えており、才能ある哲也に恭子の婿となり二十八代目を継いでもらうことを望んでいる。葉山家の家紋や格式を何よりも重んじ、「舞楽の舞は、踊りとは違う」という細かな動作に至るまで厳しい目を持つ。プライベートでは堅物で無愛想な所もあるが、基本的には娘想いな性格。
葉山多賀子
演 - 三ツ矢歌子
恭子の母。舞楽界で由緒ある名家の妻として威弘を支えている。一人娘の恭子が幸せになることを第一に考え、哲也が親しくなった不良少女の笙子を敵視し始める。ほどなくして哲也から婚約延期を告げられた恭子を不憫に思い、2人の結婚を成就させるため葉山家と久樹家の親同士で話し合うなど色々とはたらきかける。“湘南婦人友の会”会長を務めており、恵まれない人への慈善活動をしており後日学園に訪れる。

### 主要人物と関わる主な人たち
西村朝男
演 - 松村雄基
不良組織「東京流星会」会長。第16話の時点で19歳。悪竜会とは敵対関係にあったが、笙子の過去の経歴を全て調査してからは好意を持ち始めて惹かれていく。幼少時代に実母を不慮の事故で亡くし、一周忌を待たずに実父は再婚するが継母が気に入らず登校拒否を続けて家庭内暴力を起こし、小学5年の頃に実父の所有するライフル銃で実父に大けがを負わせ5年間を教護院で過ごした。笙子を自分の女にする為に麻理を愛育学園へ送り込むなど度々行動を起こしていたが、流星会壊滅前に警察から指名手配されると手下などの仲間を引き連れて自ら学園に潜入して笙子を奪還するが、追って来た哲也と対決の末に自首し留置所から少年鑑別所へ送られる。時として恐ろしいまでの非道ぶりを見せたり、自身に恋い焦がれる相手（麻里）に対して非情なまでの扱いをするなど、東京流星会会長の名に相応しいワルだが、悪党ではなく、基本的には筋の通った男気溢れる人物である。更生後はやり手の実業家に変貌した。笙子が仮退院後には彼女を想いつつも親身になって笙子の力になるなど見守っている。
山吹麻里
演 - 比企理恵
東京流星会副会長。横浜出身。父親を幼少時に労災で亡くし母親の再婚後に継父とうまくいかず不良になった。朝男に好意を寄せており、個人的に敵対関係でもある悪竜会の女会長として更に恋敵として笙子を憎んでいたが、後に笙子を朝男の元へ出向かせるよう脱走計画実行の命令を受けて自ら出頭して学園へ収容される。笙子を焚きつけて脱走の手助け後に自身も恋い焦がれていた朝男に逢いたいが為に脱走するが、白百合組に袋叩きにあったことを知った朝男から流星会を除名されて後ろ盾がなくなる。学園に戻った後葉子の命令で白百合組から酷いいじめを受けるようになると、誰からも相手にされず再び脱走を考えたり投げやりになっていたところを敵対する笙子に助けられてやがて友情が芽生える。その後は以前のように喧嘩っ早く勝気な性格を取り戻す。笙子と決着を付けようとする葉子が、白百合組に強奪させた哲也が自分の命よりも大切な笙を少年院の倉庫内で燃やそうとした際、果たし状を受け取った笙子を追い出して代わりに自身が葉子と決闘するが、その最中に葉子が理科室から盗み出し倉庫内に保管していたカリウムに引火してその火災により大火傷を負いながら笙を取り戻した直後に笙子に看取られて亡くなる。
丹波秀介
演 - 名古屋章
相模愛育女子学園園長、通称「丹波の山猿」。若い頃は「ゴリラ」と呼ばれて恐れられていた元不良だが、温厚な人柄で収容された少女たちの更生に気を配っている。座右の銘は、「人生やり直しができる」と「ネバー・ギブアップ」（あきらめるな）。学園での様々な場面において院生たちに過去の犯罪の反省を促したり、これからの人生にとってプラスになる考え方や、周りの人との向き合い方などを言葉で伝える。基本的には院生たちにとって第二の父親のような大きな愛で見守っているが、必要と感じた時は烈火のごとく激怒することもある。上記のとおり、かつては恐れられた元不良で、朝男が率いる東京流星会が笙子を強奪するために園になだれ込んできたときは、流星会の不良たちをバッタバッタとなぎ倒し、さらには朝男をも赤子の手をひねるがごとくねじ伏せるなど、その腕っぷしは健在である。その風貌と腕力に反して、優しい心と寛大な心を持ち、事あるごとに深みのある言葉と口調で院生たちを諭す。さらには機転も利く。園長に相応しい、深みをたたえた魅力的な人物である。なお名古屋は『ポニーテールはふり向かない』でも当作と同じ役職・役名で登場する。
男谷俊介（おたに）
演 - 宮崎達也
哲也の幼馴染で弁護士。哲也とは小学校から大学まで同じ親友。実直で正義感が強い性格。恭子が哲也と破談後には密かに心惹かれていくが、彼女の幸せを第一に考え自分の気持ちを抑えたまま哲也との仲を取り持とうとする。このため笙子と哲也の交流を辞めさせようとする存在となり、2人から少々お節介に思われている様子。その後酒井の魔の手から恭子を度々1人で救出しようとする。
代々木晶子
演 - 山田邦子
葉子の親友で横浜伊勢佐木町のスナック「ジョーズ」のママ（経営者）。通称「ジョーズのオアキ」と呼ばれた座間の元スケバンで少年鑑別所へ収容された経歴がある。姉御肌で面倒見がよくユニークな性格の持ち主で、年下の笙子や悪竜会メンバーたち不良少年少女の一番のよき理解者でもあり、店内は悪竜会の溜まり場にもなっている。子供の頃は小さなバーを経営する母の手で育てられたが店内で覚醒剤を使用しながら違法ポーカーに手を染めて借金を作り、暴力団組員などが頻繁に出入りするなど周りの環境の悪さから不良になり、その後座間へ流れてきた不良時代の葉子と出会い親しくなった。多大な恩義を持っている葉子が少年刑務所を出所後には良夫と一時期別離して身元引受人となり行動を共にしながら、朝男の力添えで彼女と花屋を開く。
酒井晴彦
演 - 重田尚彦
表向きはロイヤル貿易というアクセサリーなどを扱う会社を経営しているが、裏では覚せい剤の売買を行っている悪徳な実業家。殺人以外の悪行は全て行ない高等少年院へ8年収容されたが更生できなかった根っからの悪党で、過去にも恭子以外に資産家令嬢たちを薬物中毒にして証拠を残さず結婚詐欺や恐喝などで全財産を奪うなどの知能犯を得意としている。恭子を薬物中毒にして逃げられないようにしてからは秘書として自分の会社で働かせ、最後は恭子と保険金殺人目的で偽装結婚して恭子を殺してから一目惚れした真琴と海外へ逃亡しようしたが、笙子や真琴たちによって恭子との偽装結婚は阻止された。しかし恭子を救出しようとした哲也をダイナマイト爆破で殺害する。

### 悪竜会の主なメンバー
辻村晴子
演 - かとうゆかり
親衛隊兼幹部でもあり、笙子の親友の一人。笙子達からは『お晴』と呼ばれている。以前は、伊勢佐木町の不良グループのリーダーで笙子の決闘相手だったが笙子に敗れてから合流して相模悪竜会を結成した。更生後は歌手となってライブ活動をするが、芸能事務所スタッフから話題作りに元不良という肩書きを利用されそうになり自分の意志を貫こうとする。
大沢善子
演 - 坂上亜樹
幹部で笙子の親友の一人で彼女の右腕。仲間からは『ヨッコ』と呼ばれている。悪竜会結成前は、晴子の不良グループ仲間で当初は笙子の抗争相手だった。普段はおとなしく我慢強い性格だが激怒すると歯止めが利かない暴れん坊で、少女ながら素手で何人もの抗争相手の骨を折った程の怪力の持ち主でもある。更生後の夏頃に勤務していた美容室で客の宝石紛失時に濡れ衣を着せられて客の罵声に我慢できずに遂にキレてしまい、八千代と一緒に暴行して大怪我を負わせる。その後、八千代とともに学園へ収容されるが、麻里が「笙子の為なら二人とも命を投げ出せる」と真琴や白百合組に警告すると、悪竜会時代の2人の存在を知る白百合組の幹部が動揺するなど警戒され始める。
二宮八千代
演 - 諏佐理恵子
悪竜会の構成員で普段から善子と行動を共にしている。笙子の妹分の一人で彼女のことを“姉貴”と呼び慕っているが、初期には”笙子”と呼び捨てでタメ口を聞いていた。真琴のように手に剃刀を持ち暴れて『カミソリ八千』と呼ばれている勝気な跳ねっ返り娘。更生後にカーリーヘアーを止め、大学入学を目指してサボっていた高校に真面目に通い出す。父は倉庫会社社長にのし上がった元不良で、八千代は「売春と殺人をやらない」ことを条件に不良になることを許されている。善子と傷害事件を起こして学園に入った後は、収容前の鑑別所で白百合組の噂を聞きつけて笙子の警告を無視して先頭に立って喧嘩を売ると真琴が激怒して白百合組と対立し始める。
松岡玉子
演 - 玉岡加奈子
悪竜会メンバーで笙子の妹分。周りから『お玉』と呼ばれており、元々は晴子の不良グループ仲間だった。更生後は、栄養士を目指して勉強を始める。両親の離婚後に再び荒れて悪竜会を再結成しようとするが笙子に諭される。珠算2級の免状を持っており、その後民間舞楽『笙の会』で会計作業の手伝いをする。
堂本剛（たけし）
演 - 荒川亮
悪竜会親衛隊長で笙子の片腕。善子とは中学の同級生で、他の悪竜会の男メンバーとは違いいつも彼女たちと行動を共にしている。不良だが男気がありまっすぐな性格で根は悪くなく、内心笙子が真っ当な道を歩むことを願っている。更生後は自動車整備士として働きながら友達として笙子の事を度々心配するなど陰ながら見守るようになる。家族は5人きょうだいだが父親が全員違い、高校の頃には母親が蒸発している。
平塚靖雄
演 - 鈴木秀一
悪竜会副会長。武闘派で喧嘩っ早い性格でどちらかと言うと他の男メンバーたちと行動を共にしている。悪竜会結成前は本牧を縄張りにする不良グループのリーダーで、笙子と決闘前には抗争相手として剛を集団暴行したことがある。笙子が悪竜会を脱退した数日後、流星会にさらわれた仲間を救出するため抗争を起こそうとする。しかしその直後武器を持っていた所を警察に捕まるが、罪を笙子に全て被せて逮捕されると不起訴処分で釈放された。更生後に脱走中の麻理に再会して笙子を警察に売ったと言われて絡まれると激怒して、悪竜会の元男メンバー達と集団暴行するが麻理にナイフで刺された。その一件があり悪竜会解散後は笙子や悪竜会幹部などの主要メンバー達とは袂を分かつ。

### 相模愛育女子学園

#### 主な教師たち
大磯杜夫
演 - 福崎和広
教務主任。剣道の先生ということもあり、普段からジャージ姿に竹刀を携帯していることが多い。教師の中でも院生に対して厳しい態度で臨んでおり、彼女たちが作業中や授業中に少しでも気を緩めると大声で叱り飛ばす。悪竜会元会長という経歴の笙子には、個人的に特に厳しい面を持って接していたが仮退院時には和解する。
江田幸子
演 - 中村晃子
副園長。勤続10年になる教師。ジャズダンスや茶道などを担当。丹波園長とは逆に少女たちには、生活態度や躾などに関して大変厳しい面を持ち姑のようなネチネチした感じで院生たちを注意するが、実は根が優しく涙もろい性格で彼女たちの更生を親身に考えているために心を鬼にして接している。大磯と同様に笙子には元悪竜会会長だったために特に厳しく接していたが仮退院時には和解する。
瀬戸景子
演 - 高橋恵子
若い女性教師。被服制作、調理の授業などを受け持つ。人当たりは柔らかく親しみやすいタイプで院生に寄り添った指導をしており、圭太郎と同様で学園の少女たちから慕われており笙子達の良き理解者である。
丹波圭太郎
演 - 阿部祐二
若い男性教師。丹波園長の甥で、笙子たち院生の良き理解者でもある。少々頼りなくて若い教師のために少女たちからは『ダメ圭』と呼ばれている。爽やかで明るい性格だが、先輩教師が行き過ぎた指導をした時は、気後れせずに意見する勇敢さも持つ。

#### 主な院生たち
中川景子
演 - 立原ちえみ
学園で知り合う3号室の院生で笙子の親友。笙子が入園して1ヶ月後である5月頃に、自身が宏の子供を妊娠したことが判明し、お腹の子の将来や自分が母親として立派に育てられるかなどに悩む。仮退院後は宏の勤務している酒屋へ夫婦で住み込みで勤務するも、真琴の罠によって売上金を強奪されて出ていく。その後、朝男に拉致されていた笙子と再会後に横浜の晶子の元へ行くように促されて訪ねてから彼女の力添えでスナックジョーズ店内の仕事の手伝いをする。哲也が亡くなった日に出産する。
大岡さと子
演 - 船橋あられ
3号室の院生で笙子の友達。メガネをかけている。タレント志望の少女。同室の真琴以外の仲間と、哲也に恋する笙子を応援する。ある時教師から笙子たち仲間と食料買い出しの作業を頼まれるが、モナリザから陰で彼女に嫌がらせをするよう脅される。
松田弥生
演 - 百瀬まなみ
3号室の院生で笙子の友達。口が軽いために『おしゃべり弥生』と呼ばれている。話好きだがたまに余計な一言を言ってしまうことがある。ある日偶然園長が哲也に話したモナリザの過去を笙子たち同室の院生に広めてしまう。
寒川緑
演 - 山岸恵以子
3号室の院生で笙子の友達。髪型は、ひっつめ髪。入園前は父親は仕事もせずに飲んだくれ、母親は若い男と家出を繰り返しまともに育ててもらえなかった。一人称は私などではなく俺。
戸塚五月
演 - 森美春
3号室の院生で笙子の友達。3号室の院生の中では真面目な性格。幼い頃に両親に先立たれ親戚の家をたらい回しにされた過去がある。圭太郎に好意を持っている。第15話で仮退院が認められ園長により建設会社の食堂への就職が決まる。
半沢トキ子
演 - 仁乃慶子
1号室の院生。表向き模範生のフリをして教師の信頼を得ていることを盾に、裏で気に入らない院生に嫌がらせをしてきた。3年前まで横須賀ドブ板通りを拠点にしていた元スケバンで、笙子達の悪竜会と抗争していた当時母親が死んだのを彼女のせいと恨んでいる。学園で再会した笙子を仲間の院生達と集団でいじめたが、改めて彼女の性格に共感してからは和解後に友達となって、白百合組との抗争時には自ら笙子側に加担するようになる。仮退院後には、最初に笙子に会いたかったと麻里の遺骨を引き取りジョーズへ訪れる。
熊谷（くまがや）エリカ
演 - 五十嵐ゆかり
5号室の院生で室長。真琴の配下で白百合組主要幹部でNo.2的存在。ちなみに白百合組は、1号室副室長・みずのたみこ、2号室室長・おさないゆかり、4号室室長・いつきゆうこたち幹部の他全員で10人ほどのメンバーがいる。真琴への忠誠心が高く、白百合組で犯した違反行為がバレそうになった時に組の正体を隠すため、1人で罪を被り懲罰房に入ることもある。真琴の命令で笙子達に度々危害を加えたりしていたが、真琴が少年刑務所へ送致後には笙子と和解して仲良くなる。

### その他の人たち
代々木良夫
演 - 新育生
ジョーズのオアキママの年下の亭主で、彼女から「よし坊」と呼び慕われている。普段から晶子の尻に敷かれて逆らえずおとなしくておどおどしたりするが、妻を世界一愛しておりとても優しい性格の持ち主。
まこ
流星会の麻里の次に偉い女性幹部。笙子が学園に入る前の横浜の鑑別所で同部屋となる。敵対していた笙子に少年院行き不安を煽ったり仲間と共に暴力を振るうなどいびる。軽い罪だったため少年院に送られることなく数日後に出所し流星会に復帰するが、その後会に入った笙子が朝男の一存で女グループの会長になったことを不満を持ちながら活動する。
小林宏
演 - 長谷川諭
景子の夫で、結婚前の景子とは不良仲間で交際相手でもあった。現在は酒店で住み込みで働く。景子が少年院に入ったことも自身の子を妊娠していることも知らされていなかったが、ある日哲也から彼女が怪我をして病院に運ばれたことを聞かされて再会しこれらの事実を知る。退院後景子と一緒に暮らし始めるが真琴の命令を受けた白百合組の指示で、宏の不良仲間に酒店の売上金を強奪される。
西村朝男の父
演 - 長谷川哲夫
大会社を経営している資産家で、朝男が小学生の頃は頼もしい父親として慕われていた。しかし妻の死後から1年も経たない内に後妻を迎え入れたことで朝男から強い不信感を持たれ、息子が不良になるきっかけとなった。その後教護院から戻った朝男に自宅とビル（後に流星会のアジトとして使われ始める）を手切れ金代わりに譲り、後妻と共に出ていった。その後、警察の指示で朝男が自由に使っていた自身の口座を止め、息子からの電話で久しぶりに会話をする。
山吹麻里の母
演 - 星野晶子
横浜在住。前夫（麻里の実父）を娘が幼い頃に亡くし、その後生活のため再婚した。現在の夫（麻里の継父）のことを娘が毛嫌いしていることに頭を悩ませている。脱走後の麻里と数分間だけ再会する。好物は夏みかん。
半沢トキ子の母
演 - 木村翠
元はスナックのママで1人でトキ子を育ててきた。3年前にアルコール中毒と共に糖尿病を患い2階で寝ていた所、自宅に押しかけてきた笙子から暴行を受けるトキ子を心配し、様子を見ようとして階段から落ちて亡くなった。
酒屋の主人
演 - 神山卓三
宏の雇い主。夫婦で酒屋を経営している。面倒見が良い性格で、宏に景子という妊娠中の恋人が学園で暮らしていることを知り、彼の保護者となり景子と結婚させたいと園長に申し出る。しかしその後店の売上金を奪われたことで宏と景子の処遇を巡って夫婦間で揉めてしまう。
ホームレス
演 - 及川ヒロオ
神奈川のとある港辺りで寝起きしていたホームレス。故人。東北訛りで話す。悪竜会結成前後の笙子たちと顔見知りになり、時々港で雑談を交わしていた。酒やギャンブルに溺れて家族に捨てられたことを後悔しており、ある夜笙子が港まで迎えに来た両親と口論になったのを見かねて家族の大切さを訴える。その後ホームレス狩りの高校生グループに集団暴行を受けて殺された。
初代(酒井の元交際相手)
演 - 黒田福美（22話）
薬物中毒の女性。24歳だが、本人によると「覚醒剤の使用により見た目が実年齢より老けてしまった」とのこと。元は医者の娘だったが、3年前に酒井と知り合いクスリ漬けにされて金銭をむしり取られた。酒井のことを調べる男谷と哲也の2人と知り合い、酒井との過去を打ち明ける。現在は、クスリを辞められたかは不明だが酒浸りの生活をしている。
くろいわ夫妻
演 - 鶴岡修、茜ゆう子
夫婦でぼったくりバーを経営している。保育所に預けていた息子を乳幼児突然死症候群で亡くすが、これを「恭子が息子の命を奪った」として弱みを握って強引にホステスとして雇いバーで働かせる。数日後、店の常連客の酒井から頼まれて金と引き換えに恭子を渡し、その後は彼の取巻きとなり彼女が逃げないよう見張るなど協力し始める。
その他
演 - 徳永亘、坂井寿美江

## スタッフ
- ナレーター：芥川隆行
- 原作：原笙子「不良少女とよばれて」
- 脚本：江連卓、大原清秀
- 音楽：菊池俊輔
- 録音：アオイスタジオ
- タイトル：デン・フィルム・エフェクト
- 現像：東洋現像所
- プロデューサー：春日千春、荒川洋（大映テレビ）、樋口祐三（TBS）
- 監督：土屋統吾郎、岡本弘、山口和彦、江崎実生、竹本弘一
- 製作：大映テレビ／TBS

## 劇中曲
主題歌
「NEVER」 - 歌：MIE（CBSソニー）
日本語詞：松井五郎／原詞：Dean Pitchford,Michael Gore／作曲：Dean Pitchford,Michael Gore
また、この曲のインストゥルメンタル.verが作中のBGMとして何度か使われている。
挿入歌
第1話
「ハッピーバースデートゥーユー」
誕生日を祝う歌。
笙子たち悪竜会が横浜の港に集まり、6月生まれのメンバー4人の誕生を祝って皆で歌う。
第2話
「GAME IS OVER」
作詞：阿木燿子／作曲：宇崎竜童
原曲は、1976年に山口百恵が歌唱。
自首することを決め1人で警察に行く笙子のために、悪竜会の仲間たちが歌いながら見送る。
第3話
「ギザギザハートの子守唄」
作詞：康珍化／作曲：芹澤廣明
原曲は、1983年にチェッカーズが歌唱。
学園で笙子の同部屋となった院生たちが彼女を歓迎して歌う。
「涙のリクエスト」
作詞：売野雅勇／作曲：芹澤廣明
原曲は、1984年にチェッカーズが歌唱。
院生たちが、自由時間にテレビ番組で同曲を歌唱するチェッカーズの映像を見ながら歌う。
「September Rainbow」
悪竜会のメンバーで遊びに行った「ジョーズ」のカラオケで晴子が歌う。
第5話
「舟唄」
作詞：阿久悠／作曲：浜圭介
原曲は、1979年に八代亜紀が歌唱。
自由時間に丹波が、庭で院生の1人を散髪しながら歌う。
「こいのぼり」
作詞：近藤宮子
童謡。5月に入院中の恭子と付添いの哲也が病院の屋上から近くの幼稚園または保育園を見ると、園児たちが園庭でこの曲を歌っているのを耳にする。
第6話
歌い出しが「かじりかけのレモンが」の歌と「パンチ次第恋の勝負」の歌
歌手デビューした晴子が、ライブハウスで客を前に歌う。
第8話
「静かな湖畔の森の影から」
作詞：山北多喜彦
輪唱で歌われることが多い唱歌。
院生たちが音楽の授業でこの曲を輪唱する。
屋台ラーメンの客寄せの曲
詳しくは、チャルメラ。
学園の音楽講師となった哲也が、堅苦しい授業が苦手な院生たちに音楽の楽しさを伝えるためにフルートでこの曲を奏でる。
第14話
「八木節」
群馬県と栃木県で長年歌われている民謡。
学園の音楽の授業で哲也がフルートで奏でるこの曲に合わせて、院生たちが歌う。
第15話
「シュガーぬきのSaturday Night」
学園の自由時間に笙子たちが見たテレビで、歌番組に出演した晴子が持ち歌であるこの曲を歌う。
第16話
歌い出しが「差し出す赤いヘルメット」の歌と「だめだめこのままフラレちゃうなんて嫌よ」の歌
「ジョーズ」でミニライヴをすることになった晴子が、バンド仲間の演奏でこの歌を練習する。
「婚礼の合唱」（詳しくは、結婚行進曲、ローエングリン）
作曲：ワーグナー
晴子のバンド仲間が、この曲を演奏する。
第19話
「銀座の恋の物語」
作詞：大高ひさを／作曲：鏑木創
原曲は、1961年に石原裕次郎と牧村旬子がデュエットした。
恭子がバーのカラオケで歌う。
「哀しくてジェラシー」
作詞：売野雅勇／作曲：芹澤廣明
1984年にチェッカーズが歌唱。
ある時学園での哲也の音楽の授業が自習になり、彼から好きなレコードをかけても良いと言われた院生が選んだ曲としてチェッカーズが歌うこの歌が流れる。
第20話
「安来節」
島根県安来市の民謡。
学園の演芸会の催しで、数人の院生がこの曲に合わせて「どじょうすくい」を踊る。
「いい日旅立ち」
作詞・作曲：谷村新司
原曲は、1978年に山口百恵が歌唱。
仮退院が決まり学園を出ていく院生のために、見送る側の院生たちが歌う。

## サブタイトル
| 話数                                                       | 放送日        | サブタイトル             | 脚本            | 監督       | 視聴率 |
| ---------------------------------------------------------- | ------------- | ------------------------ | --------------- | ---------- | ------ |
| 1                                                          | 1984年4月17日 | ヨコハマ・センセーション | 江連卓          | 土屋統吾郎 | 15.1%  |
| 2                                                          | 4月24日       | 横浜ロスト・ラブ         | 江連卓          | 岡本弘     | 12.1%  |
| 3                                                          | 5月01日       | ビギン・ザ・ラブ         | 大原清秀 江連卓 | 山口和彦   | 15.3%  |
| 4                                                          | 5月08日       | ネバー・ギブアップ       | 江連卓          | 岡本弘     | 15.4%  |
| 5                                                          | 5月15日       | ラブ・スクランブル       | 大原清秀        | 江崎実生   | 14.7%  |
| 6                                                          | 5月22日       | メイ・ストーム           | 江連卓          | 江崎実生   | 14.2%  |
| 7                                                          | 5月29日       | ダーティー・エンジェル   | 江連卓          | 江崎実生   | 16.6%  |
| 8                                                          | 6月05日       | ラブ・ララバイ           | 大原清秀        | 土屋統吾郎 | 15.8%  |
| 9                                                          | 6月12日       | ジューン・ブライド       | 江連卓          | 竹本弘一   | 18.0%  |
| 10                                                         | 6月19日       | ラブ・ウォーズ           | 江連卓          | 江崎実生   | 15.5%  |
| 11                                                         | 6月26日       | ネバー・クライ           | 江連卓          | 竹本弘一   | 17.7%  |
| 12                                                         | 7月03日       | ザ・シークレット         | 江連卓          | 土屋統吾郎 | 16.8%  |
| 13                                                         | 7月10日       | ネバー・フレンド         | 江連卓          | 竹本弘一   | 22.9%  |
| 14                                                         | 7月17日       | バッドファイター         | 大原清秀        | 土屋統吾郎 | 17.9%  |
| 15                                                         | 7月24日       | ネバー・リターン         | 江連卓          | 竹本弘一   | 21.1%  |
| 16                                                         | 7月31日       | スケバン・ロック         | 江連卓          | 江崎実生   | 21.0%  |
| 17                                                         | 8月07日       | デッド・ヒート           | 江連卓          | 江崎実生   | 19.7%  |
| 18                                                         | 8月14日       | グッバイ・ラブ           | 江連卓          | 土屋統吾郎 | 16.7%  |
| 19                                                         | 8月21日       | グッバイ・フレンド       | 江連卓          | 竹本弘一   | 20.0%  |
| 20                                                         | 8月28日       | ネバー・ドロップ         | 江連卓          | 江崎実生   | 18.7%  |
| 21                                                         | 9月04日       | エバー・オンワード       | 江連卓          | 土屋統吾郎 | 20.0%  |
| 22                                                         | 9月11日       | ストップ・ザ・デビル     | 江連卓          | 土屋統吾郎 | 22.3%  |
| 23                                                         | 9月18日       | ロンリー・カンバック     | 江連卓          | 江崎実生   | 24.4%  |
| 24                                                         | 9月25日       | ラブ・フォーエバー       | 江連卓          | 江崎実生   | 27.9%  |
| 平均視聴率 18.3%（視聴率は関東地区・ビデオリサーチ社調べ） |               |                          |                 |            |        |

## その他
- 原作は終戦直後が舞台になっており、ドラマとは時代背景が異なる。ドラマの内容を知った原は「こんな話とは聞いていなかった」と驚き、「自分はこんな恐ろしいことはやっていないのに」とドラマを見て目を背けた。また、途中からドラマオリジナルのストーリーが多く追加されている。
- オープニングの映像では、原作者の原笙子が踊っている。
- 同局のバラエティ番組「リンカーン」でオープニングを再現したパロディが放送されたことがある。ちなみに主演は蛍原徹（雨上がり決死隊）である。
- 主演は当初、宇沙美ゆかりの予定だったが[12]不良役に事務所が難色を示したために伊藤麻衣子が抜擢された[13]。
- 比企理恵は同時期に出演していた舞台ピーターパンと撮影スケジュールが重複し、止む無く死亡という形で途中降板したことを後年語っている[14]。
- 伊藤麻衣子は、本作についてかなり過酷な撮影現場だったと振り返っている[注 3]。ただし麻衣子は、「若い時にこの厳しい撮影生活を経験したことでその後の他の作品の現場でも耐えることができ、自身の女優活動の土台となった」とも語っている[15]。
- 松村によると不良役ということで独断でパーマをかけて撮影現場に臨んだが、プロデューサーの春日から「彼はオールバックにしよう」の一言でその場で朝男の髪型が決まり、生まれてはじめてオールバックになったとのこと。また、朝男役は元々作中に死んで途中降板する予定だったが、週刊誌やアイドル雑誌に「朝男が死ぬストーリー展開」が書かれたところ[注 4]、視聴者からテレビ局に彼の助命嘆願のハガキが沢山届き結局最終話まで出演することになったとのこと[15]。
- かずえは、葉子の真面目なシーンでの「恋は壊れやすいのよ。ビタミンCのようにね」(第5話)、「生き残った方がくたばったヤツの骨壷を蹴飛ばすまでさ」(第19話)というセリフが個性的すぎて、撮影時に吹き出しそうになり上手く言えず苦労したと後年語っている[15]。
- TBSでは、本放送終了後に再放送が午後5時（17時）台で行われていたが、その時間が子供たちがちょうど見られる時間帯であることもあって、教育委員会から猛抗議が来たらしく途中で放送中止になったことがあったと伊藤かずえが話していたことがある[16]。
- 後年テレビ愛知で事実上の再放送がなされた際、伊藤は番組表で「いとうまい子」表記で載っていた[注 5]。

## DVD
- 不良少女とよばれて 前編 ASIN: B0002IJPE2
- 不良少女とよばれて 後編 ASIN: B0002IJPEC